# Dan Reeves
Daniel "Dan" Reeves (30 de junio de 1912 – 15 de abril de 1971) fue  dueño de los Cleveland/Los Angeles Rams de 1941 hasta su muerte en 1971.
Estudió en la Universidad de Georgetown (no se graduó). Se le acredita como el primer dueño en llevar un equipo deportivo mayor profesional (en este caso de fútbol americano) al área de la costa oeste, el cual fue un movimiento criticado en su época.
Aparte de su criticada muda de los Rams de la ciudad de Cleveland al área de Los Ángeles, Reeves es recordado por ser el primer dueño en contratar a un jugador afroamericano en la era posterior a la Segunda Guerra Mundial (el halfback Kenny Washington en 1946); Woody Strode también fue contratado ese mismo año).
Logró ser campeón con los Rams, siendo liderados por los miembros del Salón de la Fama Norm Van Brocklin y Tom Fears.
Reeves fue elegido al Salón de la Fama del Fútbol Americano Profesional en 1967.

## Fuente
- Datos: Q5214266
- Multimedia: Dan Reeves (American football executive) / Q5214266